# Micromia thaumasia
Tripteridia thaumasia là một loài bướm đêm trong họ Geometridae.